# Chenies
Chenies är en ort och civil parish i Storbritannien.   Den ligger i kommunen Buckinghamshire och riksdelen England, i den södra delen av landet, 30 km nordväst om huvudstaden London. Chenies ligger 123 meter över havet och antalet invånare är 246.
Terrängen runt Chenies är platt. Runt Chenies är det mycket tätbefolkat, med 1 573 invånare per kvadratkilometer. Närmaste större samhälle är Slough, 18,9 km söder om Chenies. Trakten runt Chenies består till största delen av jordbruksmark.